# Yves Coativy
 (juin 2023).
Yves Coativy, né en 1963, est un historien médiéviste français, professeur d'histoire médiévale à l'Université de Bretagne Occidentale, Brest, directeur du Centre de Recherche Bretonne et Celtique depuis le 1er janvier 2022.

## Biographie
Yves Coativy est spécialiste de la Bretagne ducale, de la monnaie à la fin du Moyen Âge et de l'État breton aux XIIIe siècle et XIVe siècle. Il travaille aussi sur la monnaie vietnamienne des empereurs de la Dynastie Nguyễn du XIXe siècle. Ses recherches portent également sur la société bretonne du bas Moyen Âge.  
Après avoir suivi des études d'histoire à l'université de Bretagne Occidentale, il a été professeur en collège et lycée (1990-2000) dont deux ans au Lycée Naval, Brest (1998-2000). Docteur ès lettres (2000), maître de conférences (2000-2014), il est désormais professeur d'histoire médiévale à l'université de Brest. À l'origine, cette chaire est celle d'histoire et de civilisation de la Bretagne d'Yves Le Gallo (jusqu'en 1987). Elle passe ensuite à Jean Kerhervé (1988-2003) puis à Jean-Christophe Cassard (2003-2013). Il a siégé au jury du CAPES externe d'histoire et géographie (2003-2006) puis à celui de l'agrégation interne (2006-2010). Il a soutenu à Brest le 19 novembre 2012 une habilitation à diriger des recherches sur Les serviteurs du duc de Bretagne 1213-1341. Il travaille dans le cadre du Centre de Recherche Bretonne et Celtique (CRBC) UMR 6038 du Centre national de la recherche scientifique (CNRS). De 2019 à 2021, il prend la direction de l'école doctorale brestoise Sociétés, Temps, Territoires (ED-STT devenue ED-ESC) qui fédère les travaux des historiens, bretonnants, ethnologues, sociologues et doctorants de Géoarchitecture. Il prend par la suite la direction du CRBC. Il a participé à de nombreux colloques internationaux (NISE, programme européen SEA-EU...) et travaille régulièrement depuis 2019 avec le département de celtique de l'université Harvard.  
Il est président mars 2012 à janvier 2017 de la Société d’Études de Brest et du Léon (publication : les Cahiers de l'Iroise) et de février 2017 à février 2024 de la Société archéologique du Finistère. 
Il a reçu en 2006 le prix Duchalais de l'Académie des Inscriptions et Belles Lettres pour l'ensemble de ses travaux numismatiques. Il a été président (mars 2013-mars 2014) de la Société d’Études Numismatiques et Archéologiques (SENA, publication : Les Cahiers Numismatiques) ; il est membre titulaire de la Société Française de Numismatique, de la Société Bretonne de Numismatique et d'Histoire. Il est codirecteur de la collection " Sources médiévales de l'histoire de Bretagne " aux Presses Universitaires de Rennes avec Philippe Charon et Florian Mazel.
Il est chevalier de l'ordre national du Mérite (avril 2010, JORF no 0102 du 2 mai 2010) et officier des palmes académiques (12 juillet 2023).

## Principales publications

### Ouvrages
- Naître, vivre et mourir à Plestin au XVIIIe siècle, Plestin-les-Grèves, 1989, en collaboration avec Marie Moretti[8].
- Monnaies de Bretagne, Morlaix, 1992.
- La Bretagne ducale. La fin du Moyen Âge, Paris, 1999.
- La monnaie des ducs de Bretagne : de l'an mil à 1499, Rennes, Presses universitaires de Rennes, coll. « Histoire », 2006, III-453 p. (ISBN 2-7535-0288-9, présentation en ligne, lire en ligne).
- Le Trégor, Quimper, 2006, en collaboration avec Jean-Jacques Monnier.
- L'or des Bretons, Morlaix, 2007.
- Le Goëlo, Quimper, 2010, en collaboration avec Jean-Jacques Monnier et Daniel Giraudon.
- Aux origines de l'État breton : servir le duc de Bretagne aux XIIIe  et  XIVe siècles, Rennes, Presses universitaires de Rennes, coll. « Histoire », 2019, 342 p. (ISBN 978-2-7535-7828-9, présentation en ligne).

### Directions
- Le Trémazan des Du Chastel, du château-fort à la ruine, Brest, 2006
- Paul du Chatellier, collectionneur finistérien, Brest, 2006
- Landévennec 818-2018. Une abbaye bénédictine en Bretagne, Brest, 2020

### Codirections
- Le prince, l'argent, les hommes. Mélanges offerts à Jean Kerhervé, Rennes, 2008, codirection avec Alain Gallicé et Dominique Le Page
- Jean-Christophe Cassard, historien de la Bretagne, Morlaix, 2014, codirection avec Alain Gallicé, Laurent Héry et Dominique Le Page
- La forêt de Carnoët (Quimperlé). Archéologie, histoire, traditions et légendes, Brest, 2014, codirection avec Fanch Postic
- 1914-1918. Le Finistère dans la Grande Guerre, Quimper, 2018, codirection avec Tanguy Daniel
- La vicomté de Limoges sous les ducs de Bretagne XIIIe – XVe siècles, Annales de Bretagne et des pays de l'Ouest, tome 126, juin 2019, no 2, codirection avec Anne Massoni
- Bretons du Moyen Âge, entre guerre et paix. Mélanges en l’honneur de Michael Jones, Annales de Bretagne et des pays de l'Ouest, éd. Yves Coativy, Anne Curry et Frédérique Lachaud, tome 130, juin 2023, no 2[9]
- Hirie dime, varchoas dide. La mort et ses représentations, Brest, 2023, codirection avec Cristina Bogdan, Ilona Hans-Collas et Didier Jugan

### Participations
- Dictionnaire du patrimoine breton, Rennes, 2000, sous la direction d'Alain Croix et de Jean-Yves Veillard
- Dictionnaire d'histoire de Bretagne, Morlaix, 2008, sous la direction de Jean-Christophe Cassard, Alain Croix, Jean-René Le Quéau et Jean-Yves Veillard
- Christophe-Michel Ruffelet, Les annales briochines 1771, Rennes, 2013, édition sous la direction de Olivier Charles
- Jean-Yves Andrieux (dir.), Villes de Bretagne. Patrimoine et histoire, Rennes, 2014
- Le Page Dominique (dir.), 11 batailles qui ont fait la Bretagne, Morlaix, 2015 ; « La bataille de Ballon », p. 34-45
- « The destruction of archives in Brittany », Proceedings of the 40th Harvard Celtic Colloquium, 2022, p. 169-183
- Yves Coativy, « Women’s libraries in medieval Brittany thirteenth through fifteenth centuries », Proceedings of the Harvard Celtic Colloquium, volume 42, 2023, p. 106-119
- Yves Coativy, « The History of Brittany from the 13th to the 21th century », Studia Celto-Slavica, 2023, vol. 13, p. 45-58.
- Isabel Alves, Joanna Giemza, Michael Blum, Carolina Bernhardsson, Stéphanie Chatel, Yves Coativy et al. "Human genetic structure in Northwest France provides new insights into West European historical demography", Nature Communications, 2024, 15 (1), p. 6710. ⟨10.1038/s41467-024-51087-1⟩. ⟨hal-04683810v2⟩

Le 6 octobre 2017, il participe aux 20e rendez-vous de l'histoire de Blois dans le cadre de la journée d'études organisée par Catherine Grandjean et le CeTHIS : « De la drachme au bitcoin » sur le thème de l'innovation dans l'histoire du monnayage.

### Comités éditoriaux de revues
- Annales de la Société Bretonne de Numismatique et d'Histoire (depuis 1994)
- Cahiers de l'Iroise (depuis 1997)
- Mémoires de la Société d'Histoire et d’Archéologie de Bretagne (depuis 2001)
- Bulletin de la Société Archéologique du Finistère (depuis 2012)
- Revue Numismatique (depuis 2012)

## Distinctions
- Chevalier de l'ordre national du Mérite